# Josef Fares

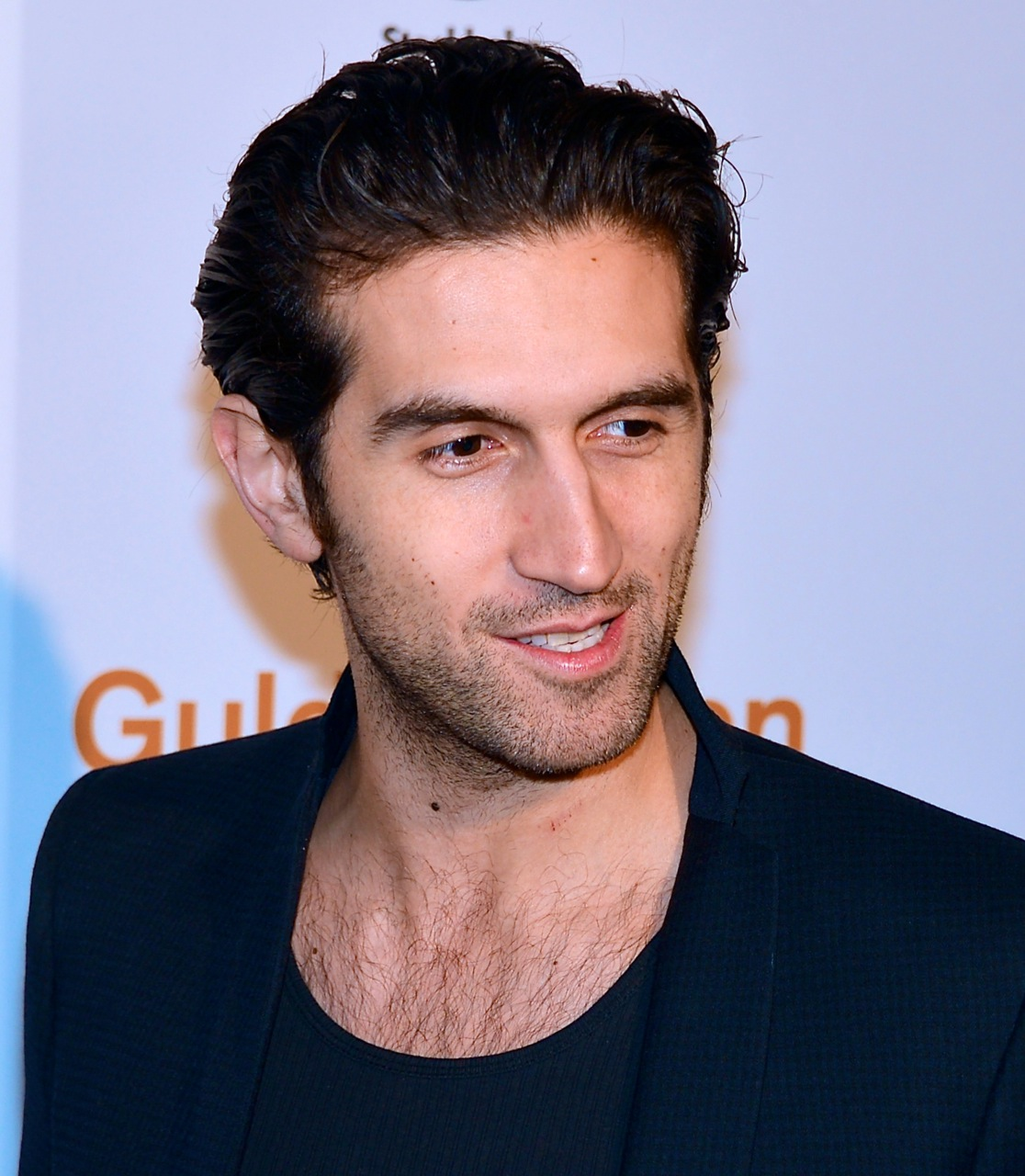
Josef Fares (2013)

Josef Fares (* 19. September 1977 in Beirut) ist ein libanesisch-schwedischer Filmregisseur, Drehbuchautor und Spieleentwickler, assyrisch/aramäischer Abstammung. Sein Bruder Fares Fares ist Schauspieler. Sein Vater Jan Fares ist ebenfalls als Schauspieler tätig.

## Leben
Josef Fares kam als Zehnjähriger mit seiner Familie, die sich in Örebro niederließ, nach Schweden. Fares besuchte dort das Gymnasium und studierte danach an der schwedischen Theater- und Filmhochschule Dramatiska Institutet.
Sowohl in seiner Abschlussarbeit, dem Kurzfilm Kom då, und seinen beiden erfolgreichen Komödien Jalla! Jalla! und Kops thematisiert er das komplizierte Verhältnis junger Männer zur traditionellen Geschlechterrolle, indem er „weiche Männer“ in ein traditionell männliches „hartes“ Milieu stellt.
Nach seinem bislang letzten Spielfilm Farsan widmete sich Fares dem Medium Videospiel und begann 2010 eine Zusammenarbeit mit dem schwedischen Entwickler Starbreeze Studios. Er war federführend bei der Entstehung von Brothers: A Tale of Two Sons, welches 2013 erschien und mehrere Preise gewann. 2014 gründete Fares in Stockholm sein eigenes Unternehmen Hazelight Studios. Für die Spiele A Way Out und It Takes Two schrieb er das Skript und war leitender Entwickler. Beide Titel erzählen eine filmische Handlung, sind dabei jedoch ausschließlich kooperativ zu zweit spielbar. Sein Bruder Fares war als Darsteller und Synchronsprecher an A Way Out beteiligt.
It Takes Two wurde mehrfach ausgezeichnet, darunter mit dem Game Award und DICE Award als „Spiel des Jahres“.

## Filmografie (Regie und Drehbuch)
- 2000: Jalla! Jalla!
- 2003: Kops
- 2005: Zozo
- 2007: Leo
- 2010: Farsan

## Ludographie (Skript, Regie, Produzent)
- 2013: Brothers: A Tale of Two Sons
- 2018: A Way Out
- 2021: It Takes Two
- 2025: Split Fiction